# Arctia simplicella
Arctia simplicella är en fjärilsart som beskrevs av Embrik Strand 1919. Arctia simplicella ingår i släktet Arctia och familjen björnspinnare. Inga underarter finns listade i Catalogue of Life.